# British Empire and Commonwealth Games 1962/Leichtathletik
Bei den British Empire and Commonwealth Games 1962 in Perth wurden in der Leichtathletik zwischen dem 23. November und dem 1. Dezember insgesamt 31 Wettbewerbe veranstaltet, davon 21 für Männer und zehn für Frauen. Austragungsort war das Perry Lakes Stadium.

## Männer

### 100-Yards-Lauf
| Platz | Athlet          | Land | Zeit (s) |
| ----- | --------------- | ---- | -------- |
| 1     | Seraphino Antao | KEN  | 09,5     |
| 2     | Tom Robinson    | BAH  | 09,6     |
| 3     | Michael Cleary  | AUS  | 09,6     |
| 4     | Gary Holdsworth | AUS  | 09,7     |
| 5     | Dennis Johnson  | JAM  | 09,9     |
| 6     | Harry Jerome    | CAN  | 10,0     |

Finale: 24. November
Wind: -1,8 m/s

### 220-Yards-Lauf
| Platz | Athlet          | Land | Zeit (s) |
| ----- | --------------- | ---- | -------- |
| 1     | Seraphino Antao | KEN  | 21,28    |
| 2     | David Jones     | ENG  | 21,59    |
| 3     | Johan Du Preez  | FRN  | 21,70    |
| 4     | Michael Okantey | GHA  | 21,83    |
| 5     | Michael Cleary  | AUS  | 21,94    |
| 6     | Jeffery Smith   | FRN  | 22,07    |

Finale: 29. November
Wind: -2,5 m/s

### 440-Yards-Lauf
| Platz | Athlet            | Land | Zeit (s) |
| ----- | ----------------- | ---- | -------- |
| 1     | George Kerr       | JAM  | 46,74    |
| 2     | Robbie Brightwell | ENG  | 46,86    |
| 3     | Amos Omolo        | UGA  | 46,88    |
| 4     | Ken Roche         | AUS  | 47,69    |
| 5     | Malcolm Spence    | JAM  | 47,73    |
| 6     | Melville Spence   | JAM  | 47,79    |

Finale: 29. November

### 880-Yards-Lauf
| Platz | Athlet        | Land | Zeit (min) |
| ----- | ------------- | ---- | ---------- |
| 1     | Peter Snell   | NZL  | 1:47,64    |
| 2     | George Kerr   | JAM  | 1:47,90    |
| 3     | Tony Blue     | AUS  | 1:48,99    |
| 4     | Peter Francis | KEN  | 1:49,92    |
| 5     | Mike Fleet    | ENG  | 1:49,95    |
| 6     | Tony Harris   | WAL  | 1:52,43    |

Finale: 26. November

### Meilenlauf
| Platz | Athlet         | Land | Zeit (min) |
| ----- | -------------- | ---- | ---------- |
| 1     | Peter Snell    | NZL  | 4:04,58    |
| 2     | John Davies    | NZL  | 4:05,12    |
| 3     | Terry Sullivan | FRN  | 4:06,61    |
| 4     | Tony Blue      | AUS  | 4:09,30    |
| 5     | Albie Thomas   | AUS  | 4:11,19    |
| 6     | Tony Harris    | WAL  | 4:11,89    |
| 7     | Stan Taylor    | ENG  | 4:12,81    |
| 8     | Jim Irons      | CAN  | 4:17,52    |

Finale: 1. Dezember

### Drei-Meilen-Lauf
| Platz | Athlet         | Land | Zeit (min) |
| ----- | -------------- | ---- | ---------- |
| 1     | Murray Halberg | NZL  | 13:34,15   |
| 2     | Ron Clarke     | AUS  | 13:35,92   |
| 3     | Bruce Kidd     | CAN  | 13:36,37   |
| 4     | Bruce Tulloh   | ENG  | 13:37,91   |
| 5     | Albie Thomas   | AUS  | 13:40,64   |
| 6     | Eddie Strong   | ENG  | 13:41,23   |
| 7     | Pat Clohessy   | AUS  | 13:42,19   |
| 8     | Derek Ibbotson | ENG  | 13:43,97   |

26. November

### Sechs-Meilen-Lauf
| Platz | Athlet        | Land | Zeit (min) |
| ----- | ------------- | ---- | ---------- |
| 1     | Bruce Kidd    | CAN  | 28:26,6    |
| 2     | Dave Power    | AUS  | 28:34,0    |
| 3     | John Merriman | WAL  | 28:40,8    |
| 4     | Barry Magee   | NZL  | 28:41,0    |
| 5     | Martin Hyman  | ENG  | 28:42,2    |
| 6     | Mel Batty     | ENG  | 28:44,6    |
| 7     | Arere Anentia | KEN  | 29:07,0    |
| 8     | Roy Fowler    | ENG  | 29:44,0    |

24. November

### Marathon
| Platz | Athlet               | Land | Zeit (h) |
| ----- | -------------------- | ---- | -------- |
| 1     | Brian Kilby          | ENG  | 2:21:17  |
| 2     | Dave Power           | AUS  | 2:22:16  |
| 3     | Rod Bonella          | AUS  | 2:24:07  |
| 4     | Keith Ollerenshaw    | AUS  | 2:24:59  |
| 5     | Mel Batty            | ENG  | 2:25:51  |
| 6     | John Stephen Akhwari | TAN  | 2:28:39  |
| 7     | Jeff Julian          | NZL  | 2:30:13  |
| 8     | Peter Wilkinson      | ENG  | 2:30:51  |

29. November

### 120-Yards-Hürdenlauf
| Platz | Athlet         | Land | Zeit (s) |
| ----- | -------------- | ---- | -------- |
| 1     | Ghulam Raziq   | PAK  | 14,34    |
| 2     | Dave Prince    | AUS  | 14,48    |
| 3     | Laurie Taitt   | ENG  | 14,81    |
| 4     | Michael Devlin | AUS  | 14,93    |
| 5     | Mick Daws      | AUS  | 14,94    |
| 6     | Bob Birrell    | ENG  | 15,30    |

Finale: 29. November
Wind: -2,1 m/s

### 440-Yards-Hürdenlauf
| Platz | Athlet          | Land | Zeit (s) |
| ----- | --------------- | ---- | -------- |
| 1     | Ken Roche       | AUS  | 51,5     |
| 2     | Kimaru Songok   | KEN  | 51,9     |
| 3     | Benson Ishiepai | UGA  | 52,3     |
| 4     | Gary Knoke      | AUS  | 52,5     |
| 5     | Michael Devlin  | AUS  | 52,6     |
| 6     | Chris Surety    | ENG  | 53,3     |

Finale: 26. November

### 3000-Meter-Hindernislauf
| Platz | Athlet            | Land | Zeit (min) |
| ----- | ----------------- | ---- | ---------- |
| 1     | Trevor Vincent    | AUS  | 8:43,4     |
| 2     | Maurice Herriott  | ENG  | 8:45,0     |
| 3     | Ron Blackney      | AUS  | 9:00,6     |
| 4     | Ian Blackwood     | AUS  | 9:04,0     |
| 5     | Dave Chapman      | ENG  | 9:05,6     |
| 6     | Edward O’Keefe    | NZL  | 9:05,8     |
| 7     | John Coyle        | AUS  | 9:15,0     |
| 8     | Hylke Van der Wal | CAN  | 9:26,0     |

24. November
Zum ersten Mal seit 1934 fand wieder ein Hindernislauf statt.

### 4-mal-110-Yards-Staffel
| Platz | Land                                    | Athleten                                                       | Zeit (s) |
| ----- | --------------------------------------- | -------------------------------------------------------------- | -------- |
| 1     | England                                 | Peter Radford Len Carter Alf Meakin David Jones                | 40,62    |
| 2     | Ghana                                   | Mike Ahey Bonner Mends Bukari Bashiru Michael Okantey          | 40,74    |
| 3     | Wales                                   | David England Ronald Jones Berwyn Jones Nick Whitehead         | 40,80    |
| 4     | Föderation von Rhodesien und Njassaland | Roy Collins Jeffery Smith Danie Burger Johan Du Preez          | 42,80    |
| 5     | Australien                              | Bob Lay Dennis Tipping Gary Holdsworth Michael Cleary          | 44,79    |
|       | Sarawak                                 | William Lee Kuda Ditta Joseph Lee Gut-Hing William Chai Ah-Lim | DSQ      |

### 4-mal-440-Yards-Staffel
| Platz | Land       | Athleten                                                     | Zeit (min) |
| ----- | ---------- | ------------------------------------------------------------ | ---------- |
| 1     | Jamaika    | Malcolm Spence Laurie Khan Melville Spence George Kerr       | 3:10,2     |
| 2     | England    | Adrian Metcalfe Bob Setti Barry Jackson Robbie Brightwell    | 3:11,2     |
| 3     | Ghana      | Ebenezer Quartey James Addy Frederick Owusu John Asare-Antwi | 3:12,3     |
| 4     | Australien | Brian Waters Peter Quiggan John Randall Ken Roche            | 3:12,9     |
| 5     | Kenia      | Kimaru Songok Peter Francis Seraphino Antao Wilson Kiprugut  | 3:16,0     |
| 6     | Kanada     | George Shepherd Don Bertoia Lynn Eves Bill Crothers          | 3:20,6     |

### Hochsprung
| Platz | Athlet               | Land | Höhe (m) |
| ----- | -------------------- | ---- | -------- |
| 1     | Percy Hobson         | AUS  | 2,11     |
| 2     | Chilla Porter        | AUS  | 2,08     |
| 3     | Anton Norris         | BAR  | 2,03     |
| 4     | Gordon Miller        | ENG  | 2,03     |
| 5     | Joseph Leresae       | KEN  | 2,03     |
| 6     | Lawrie Peckham       | AUS  | 2,03     |
| 7     | Tony Sneazwell       | AUS  | 2,00     |
| 8     | Crawford Fairbrother | SCO  | 1,98     |

24. November

### Stabhochsprung
| Platz | Athlet          | Land | Höhe (m) |
| ----- | --------------- | ---- | -------- |
| 1     | Trevor Bickle   | AUS  | 4,49     |
| 2     | Danie Burger    | FRN  | 4,42     |
| 3     | Ross Filshie    | AUS  | 4,42     |
| 4     | Gerry Moro      | CAN  | 4,34     |
| 5     | John Pfitzner   | AUS  | 4,27     |
| 6     | Bob Watson      | CAN  | 4,27     |
| 7     | Darcy McGonagle | NZL  | 3,96     |
| 8     | Allah Ditta     | PAK  | 3,96     |

1. Dezember

### Weitsprung
| Platz | Athlet            | Land | Weite (m) |
| ----- | ----------------- | ---- | --------- |
| 1     | Mike Ahey         | GHA  | 8,05 w    |
| 2     | Dave Norris       | NZL  | 7,74 w    |
| 3     | Wellesley Clayton | JAM  | 7,73 w    |
| 4     | Lynn Davies       | WAL  | 7,72      |
| 5     | John Baguley      | AUS  | 7,64 w    |
| 6     | Ian Tomlinson     | AUS  | 7,47      |
| 7     | Paul Odhiambo     | KEN  | 7,41 w    |
| 8     | John Howell       | ENG  | 7,38 w    |

26. November

### Dreisprung
| Platz | Athlet          | Land | Weite (m) |
| ----- | --------------- | ---- | --------- |
| 1     | Ian Tomlinson   | AUS  | 16,20     |
| 2     | John Baguley    | AUS  | 16,08     |
| 3     | Fred Alsop      | ENG  | 16,03     |
| 4     | Graham Boase    | AUS  | 15,77     |
| 5     | Mahoney Samuels | JAM  | 15,50     |
| 6     | Dave Norris     | NZL  | 15,40     |
| 7     | Paul Odhiambo   | KEN  | 14,92     |
| 8     | Kevin Rule      | AUS  | 14,90     |

29. November

### Kugelstoßen
| Platz | Athlet         | Land | Weite (m) |
| ----- | -------------- | ---- | --------- |
| 1     | Martyn Lucking | ENG  | 18,08     |
| 2     | Mike Lindsay   | SCO  | 18,04     |
| 3     | Dave Steen     | CAN  | 17,90     |
| 4     | Warwick Selvey | AUS  | 16,62     |
| 5     | Merv Kemp      | AUS  | 16,02     |
| 6     | Les Mills      | NZL  | 15,81     |
| 7     | Warren Ryan    | AUS  | 15,75     |
| 8     | Yovan Ochola   | UGA  | 15,37     |

29. November

### Diskuswurf
| Platz | Athlet            | Land | Weite (m) |
| ----- | ----------------- | ---- | --------- |
| 1     | Warwick Selvey    | AUS  | 56,48     |
| 2     | Mike Lindsay      | SCO  | 52,58     |
| 3     | John Sheldrick    | ENG  | 50,67     |
| 4     | Robin Tait        | NZL  | 50,51     |
| 5     | Les Mills         | NZL  | 49,38     |
| 6     | Len Vlahov        | AUS  | 48,29     |
| 7     | Roy Hollingsworth | ENG  | 48,07     |
| 8     | Len Chinnery      | AUS  | 47,93     |

26. November

### Hammerwurf
| Platz | Athlet         | Land | Weite (m) |
| ----- | -------------- | ---- | --------- |
| 1     | Howard Payne   | ENG  | 61,65     |
| 2     | Dick Leffler   | AUS  | 59,83     |
| 3     | Robert Brown   | AUS  | 57,65     |
| 4     | Charlie Morris | AUS  | 56,78     |
| 5     | Laurie Hall    | WAL  | 54,41     |
| 6     | Mike Edwards   | AUS  | 54,41     |
| 7     | Dave Leech     | NZL  | 50,74     |

1. Dezember

### Speerwurf
| Platz | Athlet         | Land | Weite (m) |
| ----- | -------------- | ---- | --------- |
| 1     | Alf Mitchell   | AUS  | 78,11     |
| 2     | Colin Smith    | ENG  | 77,94     |
| 3     | Nick Birks     | AUS  | 75,07     |
| 4     | Muhammad Nawaz | PAK  | 73,66     |
| 5     | Reg Spiers     | AUS  | 69,70     |
| 6     | William Liga   | FIJ  | 64,44     |
| 7     | Richard Miller | NIR  | 63,54     |
| 8     | Ivaharia Oe    | PNG  | 61,13     |

24. November

## Frauen

### 100-Yards-Lauf
| Platz | Athletin           | Land | Zeit (s) |
| ----- | ------------------ | ---- | -------- |
| 1     | Dorothy Hyman      | ENG  | 11,2     |
| 2     | Doreen Porter      | NZL  | 11,3     |
| 3     | Brenda Cox         | AUS  | 11,4     |
| 4     | Christiana Boateng | GHA  | 11,6     |
| 5     | Daphne Arden       | ENG  | 11,6     |
| 6     | Betty Moore        | ENG  | 11,7     |

Finale: 26. November
Wind: -5,8 m/s

### 220-Yards-Lauf
| Platz | Athletin         | Land | Zeit (s) |
| ----- | ---------------- | ---- | -------- |
| 1     | Dorothy Hyman    | ENG  | 24,00    |
| 2     | Joyce Bennett    | AUS  | 24,21    |
| 3     | Margaret Burvill | AUS  | 24,42    |
| 4     | Brenda Cox       | AUS  | 24,48    |
| 5     | Betty Cuthbert   | AUS  | 24,80    |
| 6     | Doreen Porter    | NZL  | 24,81    |

Finale: 29. November
Wind: -3,0 m/s

### 880-Yards-Lauf
| Platz | Athletin           | Land | Zeit (min) |
| ----- | ------------------ | ---- | ---------- |
| 1     | Dixie Willis       | AUS  | 2:03,85    |
| 2     | Marise Chamberlain | NZL  | 2:05,66    |
| 3     | Joy Jordan         | ENG  | 2:05,96    |
| 4     | Phyllis Perkins    | ENG  | 2:09,45    |
| 5     | Joan Beretta       | AUS  | 2:12,36    |
| 6     | Jackie Barnett     | WAL  | 2:14,86    |
| 7     | Abby Hoffman       | CAN  | 2:21,6     |
|       | Joy Grieveson      | ENG  | DNS        |

1. Dezember

### 80-Meter-Hürdenlauf
| Platz | Athletin      | Land | Zeit (s) |
| ----- | ------------- | ---- | -------- |
| 1     | Pam Kilborn   | AUS  | 11,07    |
| 2     | Betty Moore   | ENG  | 11,40    |
| 3     | Avis McIntosh | NZL  | 11,47    |
| 4     | Pat Nutting   | ENG  | 11,70    |
| 5     | Margot Evans  | AUS  | 11,87    |
| 6     | Ann Packer    | ENG  | 11,91    |

Finale: 1. Dezember
Wind: -7,0 m/s

### 4-mal-110-Yards-Staffel
| Platz | Land       | Athletinnen                                                 | Zeit (s) |
| ----- | ---------- | ----------------------------------------------------------- | -------- |
| 1     | Australien | Joyce Bennett Glennys Beasley Brenda Cox Betty Cuthbert     | 46,71    |
| 2     | England    | Ann Packer Dorothy Hyman Daphne Arden Betty Moore           | 46,81    |
| 3     | Neuseeland | Nola Bond Avis McIntosh Molly Cowan Doreen Porter           | 46,93    |
| 4     | Jamaika    | Ouida Walker Carmen Smith Carmen Williams Adlin Mair        | 48,72    |
| 5     | Ghana      | Christiana Boateng Rose Hart Matilda Adjei Victoria Chinery | 49,11    |

### Hochsprung
| Platz | Athletin        | Land | Höhe (m) |
| ----- | --------------- | ---- | -------- |
| 1     | Robyn Woodhouse | AUS  | 1,78     |
| 2     | Helen Frith     | AUS  | 1,73     |
| 3     | Michele Mason   | AUS  | 1,73     |
| 4     | Linda Knowles   | ENG  | 1,73     |
| 5     | Frances Slaap   | ENG  | 1,70     |
| 6     | Carolyn Wright  | AUS  | 1,70     |
| 7     | Dorothy Shirley | ENG  | 1,67     |
| 8     | Lorraine Curtis | NZL  | 1,65     |

26. November

### Weitsprung
| Platz | Athletin       | Land | Weite (m) |
| ----- | -------------- | ---- | --------- |
| 1     | Pam Kilborn    | AUS  | 6,27 w    |
| 2     | Helen Frith    | AUS  | 6,24 w    |
| 3     | Janet Knee     | AUS  | 6,13 w    |
| 4     | Eva Kampe      | AUS  | 5,88 w    |
| 5     | Sheila Parkin  | ENG  | 5,87      |
| 6     | Thelma Hopkins | NIR  | 5,72 w    |
| 7     | Pat Nutting    | ENG  | 5,59 w    |
| 8     | Janette Neil   | SCO  | 5,43 w    |

1. Dezember

### Kugelstoßen
| Platz | Athletin         | Land | Weite (m) |
| ----- | ---------------- | ---- | --------- |
| 1     | Valerie Young    | NZL  | 15,23     |
| 2     | Jean Roberts     | AUS  | 14,51     |
| 3     | Suzanne Allday   | ENG  | 13,56     |
| 4     | Mary Peters      | NIR  | 13,31     |
| 5     | Mary Breen       | AUS  | 13,20     |
| 6     | Larraine Hillier | AUS  | 12,89     |
| 7     | Rosslyn Williams | AUS  | 12,84     |
| 8     | Sue Platt        | ENG  | 11,53     |

24. November

### Diskuswurf
| Platz | Athletin         | Land | Weite (m) |
| ----- | ---------------- | ---- | --------- |
| 1     | Valerie Young    | NZL  | 50,20     |
| 2     | Rosslyn Williams | AUS  | 46,66     |
| 3     | Mary McDonald    | AUS  | 46,23     |
| 4     | Suzanne Allday   | ENG  | 43,97     |
| 5     | Mary Breen       | AUS  | 42,77     |
| 6     | Helen Thayer     | NZL  | 41,28     |
| 7     | Pat Dobie        | CAN  | 39,90     |

1. Dezember

### Speerwurf
| Platz | Athletin        | Land | Weite (m) |
| ----- | --------------- | ---- | --------- |
| 1     | Sue Platt       | ENG  | 50,26     |
| 2     | Rosemary Morgan | ENG  | 49,62     |
| 3     | Anna Pazera     | AUS  | 48,68     |
| 4     | Maureen Wright  | AUS  | 47,36     |
| 5     | Pat Dobie       | CAN  | 44,44     |
| 6     | Pamela Telfer   | AUS  | 41,11     |

29. November